# 走茎薹草
走茎薹草（学名：Carex reptabunda）为莎草科薹草属的植物。分布于蒙古、俄罗斯以及中国大陆的吉林、陕西、黑龙江、辽宁、内蒙古等地，生长于海拔580米至1,350米的地区，多生长在湖边沼泽化草甸或盐化草甸，目前尚未由人工引种栽培。